# Dirk Antonie van Eck
Dirk Antonie van Eck (Axel, 18 april 1867 - Leiden, 18 mei 1948) was een propagandist van het socialisme in Friesland en voorman van de sociaaldemocratische arbeidersbeweging in Leiden.
Hij was korte tijd burgemeester van Mijnsheerenland, Westmaas en Boskoop. De Leidse Dirk van Eck-Stichting (tegenwoordig als Dirk van Eck – Werkgroep voor sociale en economische geschiedenis onderdeel van de Historische vereniging Oud Leiden) is als eerbetoon vernoemd naar Van Eck.
Op een initiatief van de Dirk van Eck-Stichting en het Humanistisch Verbond is door burgemeester Lenferink op zaterdag 1 mei 2004 een gevelsteen onthuld bij het voormalige Volksgebouw aan de Herengracht, waar van 1919 tot 1940 alle sociaaldemocratische verenigingen in Leiden gebruik van maakten. Van Eck was hiervan medeoprichter. In 1948 werd hij ook de eerste voorzitter van de afdeling van het Humanistisch Verbond in Leiden.

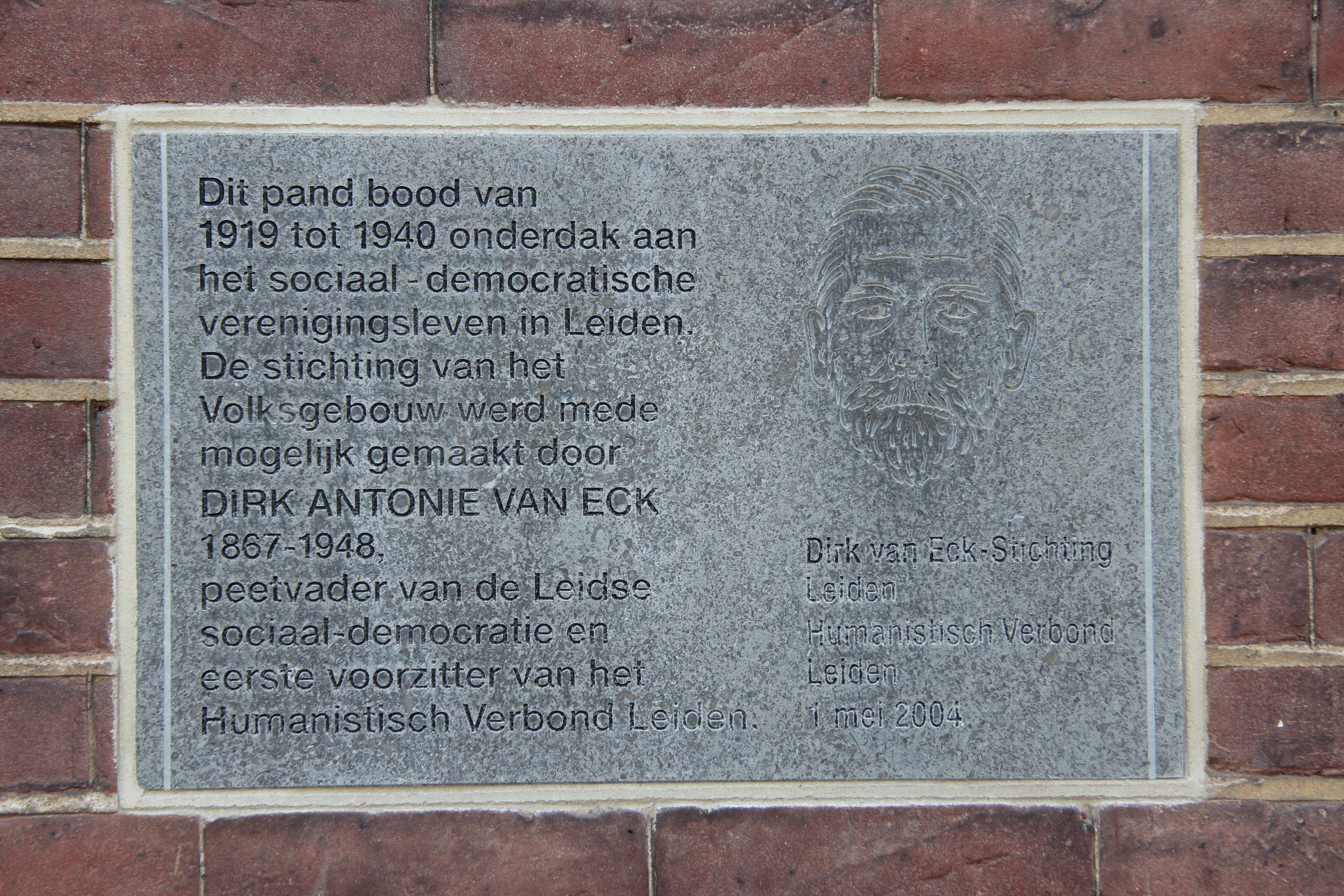
Gevelseen Herengracht 36 te Leiden, met Van Ecks profiel

- Biografisch Portaal: 16021470
- International Standard Name Identifier: 0000 0003 8824 0000
- Nederlandse Thesaurus van Auteursnamen: 073884987
- Virtual International Authority File: 281405992
- WorldCat: E39PBJbRh3rjCppkbth9MWHBfq